# Scartichthys variolatus
Scartichthys variolatus es una especie de pez de la familia Blenniidae en el orden de los Perciformes.

## Morfología
Los machos pueden llegar alcanzar los 16,3 cm de longitud total.

## Reproducción
Es ovíparo.

## Hábitat
Es un pez de mar y de clima subtropical  que vive entre 1-9 m de profundidad.

## Distribución geográfica
Se encuentra al sureste del Pacífico: es una especie  endémica de las islas de San Félix, San Ambrosio y del Archipiélago Juan Fernández.